# 硫化亚铕
硫化亚铕是一种无机化合物，化学式为EuS。它是黑色粉末，在空气中稳定。在硫化亚铕中，铕的价态为+2价，而镧系元素通常显+3价。硫化亚铕的居里温度为16.6 K，在此温度之下是铁磁性固体，在这之上显现出顺磁性。EuS直至500 °C在空气中都是稳定的，继续加热会发生氧化反应。它在惰性环境中1470 °C分解。

## 结构
EuS为面心立方（FCC）晶胞的晶体，具有岩盐结构。铕和硫都处于八面体配位几何环境中，配位数为六。Eu-S键的键长为2.41 Å。

## 制备
硫化氢于1150 °C和氧化铕（Eu2O3）反应得到EuS，粗品在真空中加热至900 °C可以除去多余的硫。
Eu2O3  +  3 H2S  →   2 EuS  +  3 H2O  +  S
EuS也能以氯化亚铕（EuCl2）为原料制备，但是产物中会有Cl−杂质。

## 应用
在过去几十年中，由于它们有潜力用作激光窗口材料、绝缘铁磁体、铁磁半导体、磁阻材料、光磁性材料和发光材料，EuS以及其氧化物类似物EuO的合成成为了新的研究点。